# Nadmetanje
Nadmetanje nastaje kad god se bar dve strane zalažu za cilj koji se ne može deliti: gde je dobitak jedne strane, gubitak druge (primer je igra sa nultom sumom). To je, generalno, rivalstvo dva ili više entiteta: životinja, organizama, ekonomskih grupa, pojedinaca, društvenih grupa, itd, za grupni ili društveni status, liderstvo, profit i priznanja: nagrade, dobra, partnere, prestiž, utočište, oskudne resurse ili teritoriju.
Takmičenje se odvija u prirodi, između živih organizama koji koegzistiraju u istom okruženju. Životinje se takmiče za zalihe vode, hrane, parnjake i druge biološke resurse. Ljudi se obično takmiče za hranu i partnere, mada kada su ove potrebe zadovoljene, često se javljaju rivalstva u potrazi za bogatstvom, moći, ugledom i slavom. Konkurencija je glavni princip tržišne ekonomije i poslovanja, koji je često povezan sa poslovnom konkurencijom jer se kompanije takmiče sa bar jednom drugom firmom za istu grupu kupaca. Konkurencija unutar kompanije obično se podstiče sa širom svrhom ispunjavanja i dostizanja većeg kvaliteta usluga ili poboljšanih proizvoda koje kompanija može proizvesti ili razviti.
Konkurencija se često smatra suprotnom kooperaciji, ali u stvarnom svetu mešavine saradnje i konkurencije su norma. Optimalne strategije za postizanje ciljeva proučavaju se u grani matematike poznatoj kao teorija igara.
Konkurencija se proučava u nekoliko oblasti, uključujući psihologiju, sociologiju i antropologiju. Socijalni psiholozi, na primer, proučavaju prirodu takmičenja. Oni istražuju prirodni nagon konkurencije i njene okolnosti. Oni takođe proučavaju grupnu dinamiku, kako bi otkrili kako nastaje konkurencija i koji su njeni efekti. Sociolozi proučavaju efekte konkurencije na društvo u celini. Pored toga, antropolozi proučavaju istoriju i praistoriju takmičenja u različitim kulturama. Oni takođe istražuju kako se konkurencija manifestovala u različitim kulturnim okruženjima u prošlosti i kako se takmičenje razvijalo tokom vremena.

## Biologija i ekologija
Kompeticija unutar i među vrstama je jedna od najvažnijih sila u biologiji, posebno u oblasti ekologije.
Kompeticija između pripadnika vrste (intraspecijska kompeticija) za resurse kao što su hrana, voda, teritorija i sunčeva svetlost može rezultirati povećanjem učestalosti varijante koja je najpogodnija za opstanak i razmnožavanje, do njene fiksacije unutar populacije. Međutim, konkurencija među resursima takođe ima snažnu tendenciju ka diverzifikaciji između pripadnika iste vrste, što rezultira koegzistencijom konkurentskih i nekonkurentskih strategija ili ciklusa između niske i visoke konkurentnosti. Treće strane unutar vrste često favorizuju izrazito konkurentne strategije koje vode ka izumiranju vrsta kada su uslovi u okruženju oštri (evoluciono samoubistvo).
Kompeticija je takođe prisutna i između vrsta (interspecijska kompeticija). Kada su resursi ograničeni, nekoliko vrsta može zavisiti od tih resursa. Stoga se svaka vrsta takmiči sa drugima da bi dobila pristup resursima. Kao rezultat, vrste koje su manje sposobne za nadmetanje mogu nestati osim ako se, na primer, ne prilagode karakternom dislokacijom. Prema teoriji evolucije, ovo takmičenje unutar i između vrsta za resurse igra značajnu ulogu u prirodnoj selekciji. U kraćim vremenskim skalama, kompeticija je takođe jedan od najvažnijih faktora koji kontroliše raznolikost u ekološkim zajednicama, ali u većih vremenskim intervalima širenje i sužavanje ekoloških niša mnogo je značajniji faktor od kompeticije. Ovo je ilustrovano postojećim biljnim zajednicama u kojima se često javljaju asimetrična konkurencija i kompetitivna dominacija. Postoji mnoštvo primera simetrične i asimetrične konkurencije kod životinje.

## Potrošačka nadmetanja - igre na sreću ili veštinu
U Australiji, Novom Zelandu i Ujedinjenom Kraljevstvu, takmičenja ili loto su ekvivalent onome što su u Sjedinjenim Državama obično poznato kao svipstejks. Ispravno tehničko ime za australijska potrošačka takmičenja je lutrija za promociju trgovine ili loto.
Učesnici u nadmetanju ili lutriji za promociju trgovine prijavljuju se kako bi osvojili nagradu ili nagrade, stoga su mnogi učesnici u konkurenciji ili se takmiče za ograničeni broj nagrada. Ovaj tip nadmetanja je besplatan vid promovisanja robe ili usluga koje pruža preduzeće. Primer je situacija gde potrošači kupuju robu ili usluge, i time dobijaju priliku da učestvuju u lutriji i eventualno osvoje nagradu. Lutrija za promociju trgovine se može nazvati loto, takmičenje, nadmetanje ili poklanjanje. Takva takmičenja mogu biti igre na sreću (nasumično izvučena) ili veštine (sudi se po ulaznom pitanju ili prilogu), ili eventualno kombinacija oba kriterijuma.
Ljudi koji uživaju u takmičenju poznati su kao takmičari. Mnogi takmičari prisustvuju godišnjim nacionalnim konvencijama. Tokom 2012. godine, preko 100 članova zajednice onlajn takmičenja lottos.com.au iz cele Australije sastalo se u Zlatnoj obali u Kvinslendu, kako bi diskutovali o takmičenjima.

## Filozofija
Studija Margaret Hefernan, Velika nagrada, proučava opasnosti i nedostatke nadmetanja u (na primer) biologiji, porodici, sportu, obrazovanju, trgovini i Sovjetskom Savezu.

## Literatura
- Conti, Regina; Picariello, Martha; Collins, Mary (decembar 2001), „The impact of competition on intrinsic motivation and creativity: Considering gender, gender segregation and gender role orientation”, Personality and Individual Differences, 31 (8): 1273—1289, doi:10.1016/S0191-8869(00)00217-8
- Eisenberg, Jacob; Thompson, William Forde (16. 4. 2012), „The Effects of Competition on Improvisers' Motivation, Stress, and Creative Performance”, Creativity Research Journal, 23 (2): 129—136, ISSN 1040-0419, doi:10.1080/10400419.2011.571185
- J. Scott Armstrong; Collopy, Fred (1994). „The Profitability of Winning” (PDF). Chief Executive: 61—63. Архивирано из оригинала (PDF) 22. 6. 2010. г. Приступљено 6. 12. 2011.
- J. Scott Armstrong; Kesten C. Greene (2007). „Competitor-oriented Objectives: The Myth of Market Share”. International Journal of Business. 12 (1): 116—34. ISSN 1083-4346.
- Buchanan, Allen E. (1982). Marx and Justice: The Radical Critique of Liberalism. Philosophy and Society Series. Rowman & Littlefield Publishers, Incorporated. стр. 95. ISBN 9780847670390. Приступљено 16. 3. 2014. „This problem is greatly exacerbated by Marx's insistence that the capitalist system fosters competition and egoism in all its members and thoroughly undermines all genuine forms of community.”
- Manthri P.; Bhokray K.; Momaya K. S. (2015). „Export Competitiveness of Select Firms from India: Glimpse of Trends and Implications” (PDF). Indian Journal of Marketing. 45 (5): 7—13. doi:10.17010/ijom/2015/v45/i5/79934. Архивирано из оригинала (PDF) 04. 03. 2016. г. Приступљено 02. 01. 2020.
- Ryckman, R. M.; Thornton, B.; Butler, J. C. (1994). „Personality correlates of the hypercompetitive attitude scale: Validity tests of Horney's theory of neurosis”. Journal of Personality Assessment. 62: 84—94. doi:10.1207/s15327752jpa6201_8.
- Bork, Robert H.. The Antitrust Paradox. New York Free Press. 1978. ISBN 978-0-465-00369-3.
- _____. The Antitrust Paradox. 1993. ISBN 978-0-02-904456-8.. (second edition). New York: Free Press
- Friedman, Milton (1999) „"The Business Community's Suicidal Impulse"” (PDF). Архивирано из оригинала 30. 10. 2012. г., Cato Policy Report, 21(2), pp. 6–7 (scroll down & press +).
- Galbraith Kenneth (1967). The New Industrial State.
- Harrington, Joseph E. (2008). "antitrust enforcement," The New Palgrave Dictionary of Economics, 2nd Edition. „Abstract.”. Архивирано из оригинала 03. 11. 2017. г.
- Mill, John Stuart On Liberty. 1859.
- Posner, Richard. Antitrust Law.  (2nd изд.). 2001. ISBN 978-0-226-67576-3 https://books.google.com/books?hl=en&lr=&id=vV3i8XCzc8cC&oi=fnd&pg=PR5&dq==false. Недостаје или је празан параметар |title= (помоћ)
- _____. Economic Analysis of Law (7th изд.). 2007. ISBN 978-0-7355-6354-4.
- Prosser, Tony (2005). The Limits of Competition Law.. ch.1
- Rubinfeld, D. L. (2001). "Antitrust Policy," International Encyclopedia of the Social & Behavioral Sciences, pp. 553–560. Abstract.
- Schumpeter, Joseph The Process of Creative Destruction. 1942.
- Smith, Adam An Enquiry into the Nature and Causes of the Wealth of Nations. 1776. online „from the Adam Smith Institute”. Архивирано из оригинала 27. 09. 2007. г.
- Wilberforce, Richard, Alan Campbell and Neil Elles (1966). The Law of Restrictive Practices and Monopolies (2nd изд.). London: Sweet and Maxwell.LCCN 66-70116
- Whish, Richard (2003). Competition Law (5th изд.). Lexis Nexis Butterworths
- Competition Policy International, ISSN 1554-6853, available at https://web.archive.org/web/20071127034131/http://www.globalcompetitionpolicy.org/
- Elhauge, Einer, Geradin, Damien. (2007). Global Competition Law and Economics. ISBN 978-1-84113-465-9.
- Faull, Jonathan, Nikpay, Ali (eds). "Faull & Nikpay : The EC Law of Competition,". 2007.  978-0-19-926929-7.
- Georg Erber, Georg, Kooths, Stefan, '"Windows Vista: Securing Itself against Competition?'," in: DIW Weekly Report, 2/2007, Vol.3, 7–14.
- Hylton, Keith N., et al., "Antitrust World Reports'," available at https://web.archive.org/web/20080724022203/http://www.antitrustworldwiki.com/

## Spoljašnje veze
- Chabris, Christopher (26. 7. 2013). „The Science of Winning Poker”. WSJ.
- „Electronic reverse auctions and the public sector – Factors of success”. Journal of Public Procurement. Shalev Moshe and Asbjornsen Stee. стр. 428—52.
- Competition, Regulation, and the Market Process: An "Austrian" Perspective, Sept. 30, 1982